# Estación de Torre Arias
Torre Arias es una estación de la línea 5 del Metro de Madrid situada bajo la calle de Alcalá junto al parque del mismo nombre, en el distrito de San Blas-Canillejas.

## Historia
La estación abrió al público el 18 de enero de 1980 con la ampliación de la línea desde Ciudad Lineal a Canillejas.
Desde el 2 de agosto de 2014, Torre Arias se convirtió en terminal de la línea 5 por las obras de mejora de las instalaciones entre Alameda de Osuna y esta estación. El motivo de estas obras fue la renovación de la diagonal y el desvío a las cocheras de Canillejas, relacionado con la señalización e instalación de tecnología más moderna, además de pasar de balasto a hormigón las vías del tramo afectado. El servicio se restableció el 18 de agosto de 2014.
En el verano de 2017 fue reformada, cambiando las paredes de piedra por vitrex color amarillo.

## Accesos
Vestíbulo Torre Arias
- Alcalá, impares C/ Alcalá, impares
- Alcalá, pares C/ Alcalá, 550 (esquina Avda. Canillejas a Vicálvaro)

## Líneas y conexiones

### Metro
| << cabecera      | < estación | línea | estación > | cabecera >>   |
| ---------------- | ---------- | ----- | ---------- | ------------- |
| Alameda de Osuna | Canillejas |       | Suanzes    | Casa de Campo |

### Autobuses
| Diurnos   |                       |                                            |
| Línea     | Destino               | Parada                                     |
| 77        | Colonia Fin de Semana | 2951 ALCALÁ-AVENIDA CANILLEJAS             |
| 105       | Barajas               | 2951 ALCALÁ-AVENIDA CANILLEJAS             |
| 140       | Canillejas            | 2951 ALCALÁ-AVENIDA CANILLEJAS             |
| 153       | Mar de Cristal        | 2951 ALCALÁ-AVENIDA CANILLEJAS             |
| SE721     | Canillejas            | 2951 ALCALÁ-AVENIDA CANILLEJAS             |
| 77        | Ciudad Lineal         | 2952 ALCALÁ-AVENIDA CANILLEJAS             |
| 105       | Ciudad Lineal         | 2952 ALCALÁ-AVENIDA CANILLEJAS             |
| 140       | Pavones               | 4427 TORRE ARIAS (Av. Canillejas-C/ Diana) |
| 153       | Las Rosas             | 4427 TORRE ARIAS (Av. Canillejas-C/ Diana) |
| Nocturnos |                       |                                            |
| Línea     | Destino               | Parada                                     |
| N5        | Colonia Fin de Semana | 2951 ALCALÁ-AVENIDA CANILLEJAS             |
| N5        | Cibeles               | 2952 ALCALÁ-AVENIDA CANILLEJAS             |